# Sacramento (film, 1942)
Pour plus de détails, voir Fiche technique et Distribution.
Sacramento (titre original : In Old California) est un film américain réalisé par William C. McGann, sorti en 1942.

## Synopsis
À la fin des années 1840, Tom Craig, un pharmacien originaire de Boston, décide de tenter sa chance en Californie. Il est confronté à Britt Dawson, qui veut l'empêcher de s'installer à Sacramento, mais il reçoit l'aide de la propre fiancée de Dawson, la chanteuse Lacey Miller. Après qu'un filon est découvert dans la région, la ville se vide. Mais le camp des mineurs est frappé par la typhoïde, Tom organise le transport des médicaments nécessaires. Dawson va tenter de voler le chargement.

## Fiche technique
- Titre original : In Old California
- Titre français : Sacramento
- Titre belge : Aventure en Californie
- Réalisation : William C. McGann
- Scénario : Gertrude Purcell, Frances Hyland
- Direction artistique : Russell Kimball
- Costumes : Adele Palmer
- Photographie : Jack A. Marta
- Montage : Howard O'Neill
- Musique : David Buttolph
- Production associée : Robert North (en)
- Société de production : Republic Pictures
- Société de distribution : Republic Pictures
- Pays d'origine :  États-Unis
- Langue originale : anglais
- Format : noir et blanc — 35 mm — 1,37:1 — son Mono (RCA Sound System)
- Genre : Western
- Durée : 88 minutes
- Dates de sortie :
  -  États-Unis : 31 mai 1942
  -  France : 23 avril 1948

## Distribution
- John Wayne (VF : Claude Bertrand) : Tom Craig
- Binnie Barnes : Lacey Miller
- Albert Dekker : Britt Dawson
- Helen Parrish : Ellen Sanford
- Patsy Kelly : Helga
- Edgar Kennedy : Kegs McKeever
- Dick Purcell : Joe Dawson
- Harry Shannon : Carlin
- Charles Halton : Hayes
- Emmett Lynn (en) : "Whitey"
- Bob McKenzie (en) : Bates
- Milton Kibbee (en) : Ezra Tompkins
- Paul Sutton (en) : Chick
- Anne O'Neal : Mme Tompkins

Acteurs non crédités
- Ed Brady : un membre de la foule des lyncheurs
- Wade Crosby : le barman à San Francisco
- Fern Emmett : Mme Coggins
- Frank Hagney : un citoyen en colère
- Robert Homans : le marshal Alvin Thompson
- Merrill McCormick : un complice de Dawson
- Frank McGlynn Sr. : un vieux mineur
- Carl Miller : le patron d'un saloon

## Tournage
- Les extérieurs furent tournés à Kernville et ses environs, non loin de Bakersfield en Californie, à partir de la deuxième semaine d’octobre 1941 et se terminèrent début décembre de la même année, quelques jours à peine avant l’attaque japonaise de Pearl Harbour.

Début 1942, la «movie street» sera démontée planche par planche et remontée dans le désert pour servir de terrain d’entraînement à l‘armée américaine. Quelques années plus tard, un barrage sera construit sur la rivière Kern et Kernville sera engloutie sous les eaux.
- Durant le tournage des scènes censées se passer dans les rues boueuses de San Francisco, John Wayne doit faire traverser la rue à Binnie Barnes en s’enfonçant jusqu’aux genoux… or, octobre est un mois très sec en cette année 1941. Il fallut donc déverser des centaines de litres d’eau sur le lieu de tournage…et ce, à chaque nouvelle prise, le temps de laver et de sécher les bas de pantalons de l’acteur[1].